# Манастир Главочок
Манастир Главочок је православни манастир, један од најстаријих и најзначајнијих у Влашкој. Његов назив потиче од црквенословенског израза „глава“,  према Јоргу Јордану и Богдану Хасдеуу.
Манастир се налази у близини истоименог села и реке. Према посредним подацима, манастир је основан у време Мирче Старијег. Раду Велики је манастиру поклонио два села. Међу дародавцима био је и Александар II Мирча, а у манастиру је сахрањена цела његова породица. Манастир су даривали и Ниагое Басараб, Микхна II урк (Таркитул) и Матеј Басараб. Константин Бранковић.
1802. године, после земљотреса, манастирска црква је пропала, а данас су манастирске цркве и архитектура потпуно нове без икакве везе са првобитним .